# Англиканизација
Англицизација је процес асимилације енглеског језика или културе, асимилација у окружење енглеског говорног подручја. Може бити добровољно или насилно, потпуно или делимично. На пример, прихватање енглеског језика од стране Ираца и Афроамериканаца одвијало се у позадини јачања њиховог етничког идентитета, различитог од Британаца и Американаца који говоре енглески језик.

## Историја

### Велика Британија
Англизација као етно-језички процес почела је да добија на замаху у британском архипелагу још од средњег века. Аутохтони келтски језици архипелага били су озбиљно маргинализовани (Велс, Шкотска, Ирска) или су потпуно нестали (Острво Ман, Корнвол). Касније је процес англицизације почео да добија на замаху у енглеским колонијама, укључујући некадашње, као и у доминионима.

### САД
Крајем 19. - почетком 20. века. америчке власти су водиле активну административно-командну борбу против употребе свих језика осим енглеског у образовном систему земље. Тако је француски језик забрањен у школама у Луизијани 1915. године, а затим уставом државе 1921. године [3]. Хиспаноамерички образовни систем лишен је државног финансирања и, као резултат тога, престао је да постоји у држави Нови Мексико 1949. године. Немачки језик је такође забрањен у основним школама у Сједињеним Државама четрдесетих година, са изузетком подучавања као страног језика.

### Канада
Британске власти у Канади извршиле су англиканизацију након заузимања Нове Француске 1759. године, усред јаке конкуренције са већ успостављеним фокусом становништва француског говорног подручја. Одгурнувши француско говорно становништво од полуга економског утицаја, британске, а затим и англо-канадске власти направиле су тачну рачуницу да ће нови таласи имиграната из трећих земаља (Италије, Пољске, Немачке итд.) Сигурно дати предност енглеском језику како би омогућили себи бољу каријеру [4]. Да би постигли ове циљеве, власти провинција које окружују Квебек законски су забраниле образовање на француском језику на њиховој територији. Унутар самог Квебека ширење енглеског језика било је најуочљивије у највећим урбанизованим центрима провинције - градовима Монтреал и Квебек, где су спољна фасада, а често и унутрашњи садржаји урбаног живота, попримили потпуно енглески језик. Генерално, у провинцији се француски језик преносио с колена на колено само захваљујући присуству мреже сеоских парохијских школа. Растућа иритација становништва француског говорног подручја због англицизације запошљавања и образовања довела је до неких помака током 1920-их и 1930-их, али преиспитивање језичке политике провинције у целом обиму започело је тек 1960-их Од тада, борба за очување мултифункционалности француског језика као јединог уобичајеног квебечког средства комуникације није напустила дневни ред локалне администрације, медија и представника приватног сектора . Након јачања система покрајинске самоуправе седамдесетих година, бројне приватне и јавне институције биле су принуђене да прођу кроз процес административне гализације.

### Хонг Конг
Покушавајући да се утврде у Хонг Конгу, британски колонијалисти намерно нису обраћали пажњу ни на развој локалних језика ни на одржавање веза између кантонског и стандардног кинеског. 1883. године, четрдесет и једне године након заузимања Хонг Конга, британске власти прогласиле су енглески језик јединим службеним језиком концесије, иако су британци чинили не више од 2% становништва (1865. од 125.504 људи, само 2.000 белих, или 1,57%) ... Према попису из 1979. године, 88% становништва Хонг Конга је као свој матерњи језик именовало кантонски језик, око 10% - друге кинеске дијалекте (углавном Шангај) и око - 2% - енглески језик.
Пораст хонгконшке грађанске свести и демонстрације крајем 1960-их довели су до званичног признавања равноправности кинеског и енглеског дијалекта, иако овај процес није правно завршен до 1986. године. Штавише, иако је употреба кинеског писма и кантонског језика у школама била формално дозвољена, у пракси је то било обесхрабрено до последње године британске владавине. Кампање за учење севернокинеског језика такође су углавном биле декларативне. 1997. године само 12% школа у Хонг Конгу говорило је кинески. Међутим, већ 1998. овај проценат је достигао 70% .